# 寺嶋陸也
寺嶋 陸也（てらしま りくや、1964年4月30日 - ）は、日本の作曲家、ピアニストである。東京都生まれ。神奈川県立相模原高等学校卒業。東京芸術大学音楽学部作曲科卒業、同大学院修了。在学中より作曲とピアノ演奏の両面で積極的に活動するほか、指揮やコンサートの企画等にも関わり、活動は多岐にわたる。

## 主な作品
オペラから合唱曲まで幅広い作品を作曲している。邦楽器のための作品も多い。
- オペラ「ガリレイの生涯」
- オペラ「末摘花」
- オペラ「グスコーブドリの伝記」
- オペラ「あん」
- ヴォードヴィル「タバコの害について」
- オーボエ・三味線と打楽器のための「異郷の景色」
- 混声合唱のための「オレンジの木かげ」
- 混声合唱とピアノのための「みち」
- 混声合唱のための「二月から十一月への愛のうた」
- 「変」（第68回（2001年度）NHK全国学校音楽コンクール中学校の部課題曲。混声版・女声版。作詞はドリアン助川）
- 「風になりたい」（第72回（2005年度）NHK全国学校音楽コンクール高等学校の部課題曲。混声版・女声版・男声版。作詞は川崎洋）
- 「尺八・二十絃箏と管弦楽のため協奏曲」
- 正倉院の復元楽器のための「大陸・半島・島」
- マンドリン独奏のための「雨の日」（第21回（2008年度）日本マンドリン連盟独奏コンクール課題曲）
- 「くも」

## 楽譜
- 『無伴奏ヴィオラ・ソナタ』日本作曲家協議会、1994年
- 『冬と銀河ステーション コーラスnow! 演奏会用混声三・四合唱曲集』音楽之友社、1996年（大田桜子、鈴木輝昭、荻久保和明、木下牧子、鈴木行一、高嶋みどり、尾形敏幸、近藤春恵、新実徳英、大田倭子、谷川俊太郎、鶴見正夫、工藤直子、立原道造、まど・みちお、谷川雁、宮澤賢治と共作）
- 『遠い記憶 コーラスnow! 演奏会用女声合唱曲集』音楽之友社、1996年（新実徳英、木下牧子、寺島尚彦、尾形敏幸、北爪道夫、荻久保和明、松下耕、平吉毅州、青島広志、高嶋みどり、鈴木輝昭、林光、川崎洋、谷川俊太郎、木坂涼、サトウハチロー、風戸強、片岡輝、立原道造、高野喜久雄、永瀬清子、金関寿夫と共作）
- 『風のすきとほった歌 混声合唱とピアノのために』音楽之友社、1996年（宮澤賢治と共作）
- 『がちょうおばさんの音楽帳 マザー・グースによる13の歌 女声合唱とピアノのために』音楽之友社、1997年
- 『音楽劇ヴィヨン笑う中世』サニーサイドミュージック、1998年（加藤直、天沢退二郎、林光と共作）
- 『夜明け アメリカ大陸先住民の詩による 混声合唱曲』音楽之友社、1998年（金関寿夫と共作）
- 『信濃のこどもうた 児童合唱(女声合唱)とピアノのために』音楽之友社、1998年（鈴木敏史と共作）
- 『みち 混声合唱とピアノのための』音楽之友社、1999年（谷川俊太郎と共作）
- 『旅 2003』〈私製〉、2000年（谷川俊太郎と共作）
- 『大地の貌 女声合唱とピアノのための』音楽之友社、2001年（谷川俊太郎と共作）
- 『全日本合唱コンクール課題曲集 平成13～28年度』全日本合唱連盟、2001年（フランシスコ・ゲレーロ、サミュエル・バーバー、信長貴富、山内雅弘、クリストバル・デ・モラーレス、Joan Szymko、三木稔、千原英喜、ジョヴァンニ・ダ・パレストリーナ、アルノルト・メンデルスゾーン、中田喜直、高嶋みどり、エドヴァルド・グリーグ、池辺晋一郎、コスタンツォ・ポルタ、ウルマス・シサスク、間宮芳生、木下牧子、トマス・ルイス・デ・ビクトリア、エイトル・ヴィラ＝ロボス、萩原英彦、三善晃、カルロ・ジェズアルド、 寺山修司と共作）
- 『女声合唱のためのフォスター歌曲集』サニーサイドミュージック、2002年
- 『《アリラン》の主題による変奏曲集』全音楽譜出版社、2002年（金子仁美、吉川和夫、徳永洋明、増本伎共子、港大尋、新実徳英、池辺晋一郎、西村朗、林光、金学権と共作）
- 『こいぬのうんち 朗読とピアノのための音楽童話 ピアノソロ・連弾』全音楽譜出版社、2002年（権正生、鄭昇珏、卞記子と共作）
- 『二月から十一月への愛のうた 女声合唱とピアノのための』音楽之友社、2003年（谷川俊太郎と共作）
- 『こどもの季節 第1集』音楽之友社、2003年（林光、すがわらしょうこと共作）
- 『こどもの季節 児童合唱とピアノのために 第2集』音楽之友社、2003年（岩城雄一と共作）
- 『ギターとピアノのためのエクローグ第1番』現代ギター社、2003年
- 『二月から十一月への愛のうた 混声合唱とピアノのための』音楽之友社、2003年（谷川俊太郎と共作）
- 『空の色、海の色 : 混声合唱とピアノのための』カワイ出版、2003年（金子みすゞと共作）
- 『幻想曲《ロルキアーナ》』全音楽譜出版社、2004年
- 『舞IV クラリネット独奏のための』全音楽譜出版社、2004年
- 『空を見る日 混声合唱とピアノのために』音楽之友社、2004年（八木重吉と共作）
- 『君死にたまふことなかれ 女声合唱とピアノのための』音楽之友社、2006年（与謝野晶子と共作）
- 『宇宙と私 女声合唱とピアノのための』音楽之友社、2006年（与謝野晶子と共作）
- 『ピアノ連弾曲集 旅のピアノ』河合楽器製作所・出版部、2006年
- 『無伴奏チェロ・ソナタ』全音楽譜出版社、2006年
- 『ソルヴェイグの歌 女声合唱とピアノのためのグリーグ歌曲集』音楽之友社、2007年（エドヴァルド・グリーグ、谷川俊太郎、覚和歌子と共作）
- 『沖縄のスケッチ 混声合唱、2台のピアノと三線のための』音楽之友社、2007年（谷川俊太郎と共作）
- 『ピアノのための12の前奏曲』河合楽器製作所・出版部、2007年
- 『見渡せば 女声合唱とピアノのための 明治の唱歌編曲集』カワイ出版、2008年
- 『ふるさとの風に 混声合唱とピアノのための』カワイ出版、2008年（竹内浩三と共作）
- 『やわらかいいのち 女声合唱とピアノのために』河合楽器製作所・出版部、2008年（谷川俊太郎と共作）
- 『沈黙の名 谷川俊太郎の詩による五つの歌曲』カワイ出版、2008年（谷川俊太郎と共作）
- 『チェロとピアノのためのソナタ』全音楽譜出版社、2008年
- 『風になりたい 女声合唱とピアノのための4つの歌』音楽之友社、2009年（川崎洋と共作）
- 『風になりたい 混声合唱とピアノのための4つの歌』音楽之友社、2009年（川崎洋と共作）
- 『ひとつのほし 女声(児童)合唱とピアノのための』河合楽器製作所・出版部、2009年（谷川俊太郎と共作）
- 『ふるさと 混声合唱とピアノのための 明治・大正・昭和の唱歌編曲集』カワイ出版、2009年
- 『朝顔の苗 鈴木敏史の詩による6つの合唱曲』カワイ出版、2009年（鈴木敏史と共作）
- 『おもろ・想 (うむ) い 混声合唱とピアノのために おもろさうしより』河合楽器製作所・出版部、2009年
- 『おもろ・遊 (あす) び 混声合唱のための おもろさうしより』河合楽器製作所・出版部、2009年
- 『君に会ううれしさの 女声合唱とピアノのための3つの流行歌メドレー』カワイ出版、2009年
- 『見渡せば 混声合唱とピアノのための 明治の唱歌編曲集』カワイ出版、2009年
- 『花三題・春に 女声合唱とピアノのための』カワイ出版、2009年（谷川俊太郎と共作）
- 『沖縄のスケッチ 女声合唱、ピアノ連弾と三線のための』音楽之友社、2010年（谷川俊太郎と共作）
- 『ソルヴェイグの歌 混声合唱とピアノのためのグリーグ歌曲集』音楽之友社、2010年（エドヴァルド・グリーグ、谷川俊太郎、覚和歌子と共作）
- 『鳥の歌/星めぐりの歌 ピアノのための作品集』音楽之友社、2010年
- 『ピカソくんをたたえて こどものためのピアノ組曲』河合楽器製作所・出版部、2010年
- 『ふじの山 男声合唱とピアノのための 明治・大正の唱歌編曲集』カワイ出版、2010年
- 『バンド維新2010 スコア集』東京ハッスルコピー、2010年（北爪道夫、原田敬子、佐藤允彦、富田勲、中橋愛生、山下康介、後藤洋と共作）
- 『オホーツク・スケッチ 男声合唱のための』カワイ出版、2010年
- 『コワレタイ 昭和の少女たち 女たちのシアター・ピース』カワイ出版、2010年（加藤直と共作）
- 『さくらんぼの実る頃 混声合唱のための宮崎駿アニメ名曲集』河合楽器製作所・出版部、2010年
- 『「アルルの女」組曲第1番・第2番』全音楽譜出版社、2010年（ジョルジュ・ビゼー、寺西基之と共作）
- 『アラベスク/ノクターン ピアノのための作品集』音楽之友社、2011年
- 『伊邪那岐・伊邪那美 古事記上巻による 混声合唱とピアノのためのカンタータ』音楽之友社、2011年
- 『どこかで春が 混声合唱とピアノのための 大正の童謡編曲集』河合楽器製作所・出版部、2011年
- 『聞こえるか 混声合唱のための4つのモテット』河合楽器製作所・出版部、2011年（谷川俊太郎と共作）
- 『五つの宮崎民謡 女声合唱とピアノのための』カワイ出版、2011年
- 『日本民謡によるタブロー』カワイ出版、2011年
- 『四つの福島民謡 混声合唱とピアノのための』カワイ出版、2011年
- 『赤い靴 混声合唱とピアノのための』河合楽器製作所・出版部、2012年
- 『プロコフィエフ古典交響曲 2台ピアノ版』音楽之友社、2012年（プロコフィエフと共作）
- 『春と詩 女声合唱とピアノのために』河合楽器製作所・出版部、2012年（永瀬清子と共作）
- 『起点 一九四五年 混声合唱とピアノのための』河合楽器製作所・出版部、2012年（木島始と共作）
- 『こおろぎは歌う 児童合唱とピアノのための』河合楽器製作所・出版部、2012年（フェデリコ・ガルシア = ロルカと共作）
- 『花筺 混声合唱とピアノのための』河合楽器製作所・出版部、2013年（良寛と共作）
- 『エチュードとインヴェンション 女声合唱のための さまざまな旋法による「おもろさうし」巻十四より』河合楽器製作所・出版部、2013年
- 『混声合唱とピアノのためのカンタータ天の岩戸古事記上巻による』音楽之友社、2013年
- 『くがみの山かげに 女声合唱とピアノのために』河合楽器製作所・出版部、2013年（良寛と共作）
- 『ドビュッシー 牧神の午後への前奏曲 フルート、オーボエ、クラリネット、ホルン、ファゴットとピアノのための』全音楽譜出版社、2013年（ドビュッシーと共作）
- 『野と空の歌 混声合唱とピアノのための』音楽之友社、2013年（宮澤賢治と共作）
- 『生きもののうた 児童合唱とピアノのための』音楽之友社、2013年（室生犀星と共作）
- 『リーダーシャッツ21 創立50周年記念作品集』河合楽器製作所・出版部、2013年（相澤直人、青島広志、大熊崇子、大中恩、尾形敏幸、荻久保和明、小原孝、小林秀雄、瑞慶覧尚子、鈴木輝昭、高嶋みどり、鷹羽弘晃、千原英喜、なかにしあかね、信長貴富、堀内貴晃、松下耕、松本望、山本純ノ介、湯山昭と共作）
- 『女声合唱、ピアノ連弾と三線のための 沖縄のスケッチ』音楽之友社、2013年（谷川俊太郎と共作）
- 『ふるさとの風に 混声合唱とピアノのための』河合楽器製作所・出版部、2014年（竹内浩三と共作）
- 『風と浪三唱 男声合唱とピアノのための』河合楽器製作所・出版部、2014年（中原中也と共作）
- 『東北の舟歌 男声合唱とピアノのための』音楽之友社、2014年
- 『君に会ううれしさの 混声合唱とピアノのための3つの流行歌メドレー』河合楽器製作所・出版部、2014年
- 『言葉の保管所 女声合唱とピアノのための組曲』河合楽器製作所・出版部、2014年（茨木のり子と共作）
- 『ざんざんと降りしきる雨の空に 無伴奏混声合唱のための』音楽之友社、2014年（須藤洋平と共作）
- 『星の組曲 歌曲集』河合楽器製作所・出版部、2014年（谷川俊太郎と共作）
- 『道しるべ 茨木のり子の詩による歌曲集』河合楽器製作所・出版部、2015年（茨木のり子と共作）
- 『きれいな神様 女声合唱とピアノのための4つの歌』河合楽器製作所・出版部、2015年（林芙美子と共作）
- 『赤い靴 女声合唱とピアノのための』河合楽器製作所・出版部、2015年
- 『れんだん・あれこれ』音楽之友社、2015年（鵜月一秀、嵐野英彦、兼田敏、寺島尚彦、中田喜直、篠原真、古曽志洋子、小栗克裕と共作）
- 『ヒロシマ神話 嵯峨信之の詩による混声合唱のための3つのモテット』音楽之友社、2016年（嵯峨信之と共作）
- 『ボレロ 2台ピアノ』全音楽譜出版社、2016年（ラヴェル、林光と共作）
- 『みんなのうた 6人の音楽家によるニューアレンジ合唱曲集 日本のうたごえ70周年記念出版』音楽センター、2017年（池辺晋一郎、井上鑑、源田俊一郎、新実徳英、信長貴富と共作）
- 『トンカ・ジョン 女声合唱のための』カワイ出版、2017年（北原白秋、しままなぶと共作）
- 『折鶴に 長澤延子の詩による五つの歌』カワイ出版、2017年（長澤延子と共作）
- 『風の芍薬(ピオニア) 混声合唱とピアノのための』音楽之友社、2017年（紫野京子と共作）
- 『にほんのうた 混声合唱とピアノのための 1』カワイ出版、2018年
- 『風と光の歌 女声合唱とピアノのために』カワイ出版、2018年（新美南吉と共作）
- 『にほんのうた 混声合唱とピアノのための 2』カワイ出版、2019年
- 『手をとろう 混声合唱組曲』カワイ出版、2019年（堤江実と共作）

## 録音
- 『黙示』フォンテック、1990（石桁真礼生、山崎伸子、浦壁信二、砂崎知子、木野雅之、三輪郁、瀬山詠子、平野忠彦、東京芸術大学音楽学部声楽科、野口龍、小泉浩、河野文昭、永島義男、土田英介、吉田円、神谷百子、方波見智子、安江佐和子、宮本典子、加藤直美と共作）
- 『木のうた・鳥のうた』フォンテック、1990（林光、木島始、東京混声合唱団、平岩佐和子、長瀬正典と共作）
- 『古澤巌 セレナーデ』Escalier、1990（Alfredo D'Ambrosio、バルトーク・ベーラ、ピョートル・チャイコフスキー、セルゲイ・ラフマニノフ、フリッツ・クライスラー、ウジェーヌ・イザイ、Carl Goldmark、フレデリック・ショパン、ナタン・ミルシテイン、マヌエル・ポンセ、ヤッシャ・ハイフェッツと共作）
- 『Rêve d'enfan』Escalier、1991（イェネー・フバイ、ウジェーヌ・イザイ、アルフレード・ダンブロージオ、ジョージ・ガーシュウィン、セルゲイ・ラフマニノフ、レオポルド・ゴドフスキー、フリッツ・クライスラー、アントニン・ドヴォルザーク、アレクサンドル・コンスタンティノヴィチ・グラズノフ、ヤッシャ・ハイフェッツ、古澤巌、小林道夫と共作）
- 『プレイアード 閃く音宇宙』ファンハウスクラシックス、1992（吉川和夫、宮川彬良、岩代太郎、平吉毅州、三善晃と共作）
- 『宮本文昭 オーボエ・ヴィルトゥオーゾ フランス・エディション』ソニー、1996（ヤン・ヴァーツラフ・カリヴォダ、シャルル・ファルグ(1845生)、アンドレ・ジョリヴェ、ウジェーヌ・ボザ、アンリ・デュティユー、宮本文昭、山洞智と共作）
- 『異邦人 赤坂達三』ビクター、1996（アラム・ハチャトゥリアン、ロージャヴェルジ・マールク、アントニオ・ラウロ、ジャン・ルノアール、コダーイ・ゾルターン、エメリッヒ・カールマン、レオ・ドリーブ、赤坂達三、後藤勇一郎、福田進一、三浦肇、浦壁信二、吉川和夫、前田憲男と共作）
- 『チャルダッシュ 透きとおった衝撃』マイスター・ミュージック、1996（アンドレ・メサジェ、ルイ・カユザック、ジャン＝ピエール・カミュ、ウジェーヌ・ボザ、アレク・テンプルトン、クロード・ドビュッシー、ガブリエル・ピエルネ、バルトーク・ベーラ、ヴェイネル・レオー、カミーユ・サン＝サーンス、赤坂達三、浦壁信二と共作）
- 『マリンバ・ジャパネスク』ポリグラム、1998（武満徹、滝廉太郎、団伊玖磨、寺島尚彦、中田喜直、山田耕筰、吉川和夫、千住明、猿谷紀郎、山下康介、佐橋俊彦、権代敦彦、江村哲二、神谷百子、藤本隆文、大石真理恵、小林巨明と共作）
- 『水野佐知香 plays 緋国民楽派』ALM Records、1999（萩京子、吉川和夫、水野佐知香と共作）
- 『エイジアン・シーン/神谷百子』ポリグラム、1999（安倍圭子、細野晴臣、山田武彦、フリッツ・クライスラー、佐橋俊彦、ジャコモ・プッチーニ、ピョートル・チャイコフスキー、服部隆之、坂本龍一、神谷百子、藤本隆文、大石真理恵と共作）
- 『トゥバラーマ 吉川和夫作品集』ALM Records、1999（吉川和夫、草刈麻紀、水野佐知香、勅使河原真実、庭野隆之、溝入敬三、竹澤悦子、西潟昭子、萩京子と共作）
- 『母の夢…』ALM Records、2000（ジョン・ケージ、アルベルト・ヒナステラ、セバスティアン・イラディエル、フリードリッヒ・ホレンデル、ジャン・ルノアール、ジョゼフ・コズマ、フランシス・プーランク、フランツ・デーレ、灰田有紀彦、田村しげる、海沼実、杉山長谷夫、山田耕筰、中田喜直、ヴォルフガング・アマデウス・モーツァルト、松島彜、本居長世、奈良ゆみと共作）
- 『T"w"ogether』Denon、2000（ヨハン・ゼバスティアン・バッハ、アストル・ピアソラ、ヴォルフガング・アマデウス・モーツァルト、ユッカ・ティエンスー、アントニオ・ソレール、武満徹、御喜美江、シュテファン・フッソングと共作）
- 『作曲家からのメッセージ』音楽之友社、2000（福島雄次郎、三善晃、飯沼信義、池辺晋一郎、新実徳英、坪能克裕、荻久保和明、鈴木憲夫、鈴木行一、水野修孝、木下牧子、鈴木輝昭、松下耕、北爪道夫、湯浅譲二、西村朗、高嶋みどり、猿谷紀郎、福士則夫、尾形敏幸、中村透、山本純ノ介、国枝春恵、権代敦彦と共作）
- 『5台のピアノのための音楽 2台のピアノと4本の管楽器のための音楽』ALM Records、2000（ホセ・マセダ、アンナ・エリザベス・クレット、ニーナ・イェッペセン、シグネ・ホーグランド、倉田寛、高橋悠治、高橋アキ、藤井一興、松永加也子と共作）
- 『日本民謡集』フォンテック、2001（間宮芳生、波多野睦美、野平一郎と共作）
- 『大陸・半島・島 寺嶋陸也作品集』ALM Records、2001（西陽子、佐々木冬彦、丸田美紀、竹澤悦子、谷篤、鈴木理恵子、吉原すみれと共作）
- 『寺嶋陸也作品集』音楽之友社、2002（谷川俊太郎、八尋和美、樋本英一、東京混声合唱団と共作）
- 『齋藤秀雄生誕100年記念 G線上のアリア』Fine NF、2002（ヨハン・ゼバスティアン・バッハ、ヴェルナー・トーマス=ミフネ、エドヴァルド・グリーグ、ピョートル・チャイコフスキー、堀了介、クルト・ヴァイル、エイトル・ヴィラ＝ロボス、ユリウス・クレンゲルと共作）
- 『荒川洋・花のうた 林光フルート作品集』赤電車、2002（林光、荒川洋、本居長世と共作）
- 『原爆小景・完結版 林光合唱作品集』フォンテック、2003（林光、原民喜、宗左近、北川フラム、宮澤賢治、東京混声合唱団と共作）
- 『愛の小径 パリの音の風景』Alquimista Records、2004（ジョルジュ・オーリック、エリック・サティ、フランシス・プーランク、クルト・ヴァイル、クロード・ドビュッシー、イーゴリ・ストラヴィンスキー、野々下由香里と共作）
- 『アルゲリッチ&フレンズ ルガーノ・フェスティヴァル・ライヴ2002-2004』東芝EMI、2005（セルゲイ・プロコフィエフ、ピョートル・チャイコフスキー、ドミートリイ・ショスタコーヴィチ、ヨハネス・ブラームス、フランツ・シューベルト、ロベルト・シューマン、アントニン・ドヴォルザーク、マキシム・ヴェンゲーロフ、ルノー・カピュソン、ドラ・シュワルツバーグ、ゲザ・ホッス＝レゴツキ、リダ・チャン、ゴーティエ・カプソン、マルク・ドロビンスキー、マルタ・アルゲリッチ、イェフィム・ブロンフマン、リーリャ・ジルベルシュテイン、ウォルター・デラハントと共作）
- 『三絃 弾きうたいの世界』フォンテック、2005（下山一二三、間宮芳生、唯是震一、芝祐靖、石井真木、高田和子、石川高と共作）
- 『NHK全国学校音楽コンクール課題曲集』フォンテック、2007（ほか141者と共作）
- 『美しき夕暮れ』ビクター、2007（クロード・ドビュッシー、ヤッシャ・ハイフェッツ、アントニン・ドヴォルザーク、バルトーク・ベーラ、セーケイ・ゾルターン、アラム・ハチャトゥリアン、ニコライ・リムスキー＝コルサコフ、エルネスト・ブロッホ、カミーユ・サン＝サーンス、セシル・シャミナード、フリッツ・クライスラー、モーリッツ・モシュコフスキ、パブロ・デ・サラサーテ、モーリス・ラヴェル、ヨハネス・ブラームス、ピョートル・チャイコフスキー、ジュリオ・カッチーニ、グリゴラシュ・ディニク、ヘンリー・マンシーニ、川畠成道、ロデリック・チャドウィックと共作）
- 『荒川洋 フレンチ・コンポーザーズ』Bellwood、2008（荒川洋、ガブリエル・フォーレ、アルフォンス・デュヴェルノワ、セシル・シャミナード、ルイ・ガンヌ、ジョルジェ・エネスク、フィリップ・ゴーベール、アルベール・ペリルー、アンリ・ビュッセル、ポール・タファネル、江口玲、佐藤勝重、太田紗和子、浦壁信二、三輪郁、鷹羽弘晃、加藤昌則、藤原亜美、林光と共作）
- 『ザ・ベスト 川畠成道10周年記念』ビクター、2008（川畠成道、フェリックス・メンデルスゾーン、ヤッシャ・ハイフェッツ、ヨハネス・ブラームス、ニコロ・パガニーニ、ヴィットーリオ・モンティ、アストル・ピアソラ、啼鵬、ジュール・マスネ、マルタン・ピエール・マルシック、パブロ・デ・サラサーテ、ジノ・フランチェスカッティ、フレデリック・ショパン、ナタン・ミルシテイン、マヌエル・デ・ファリャ、フリッツ・クライスラー、セルゲイ・プロコフィエフ、セルゲイ・ラフマニノフ、ニコライ・リムスキー＝コルサコフ、フランツ・ワックスマン、シャルル・グノー、グスタフ・ゼンガー、ロデリック・チャドウィックと共作）
- 『課題曲集 課題曲選択のために 第33回ピティナ・ピアノコンペティション 第1巻、第2巻』東音企画、2009（寺嶋作曲「黒い瞳の」他109曲）
- 『合唱作品集 2008年三善晃作品展より』カメラータ、2009（中山晋平、栗友会、浅井道子、斎木ユリ、高橋明邦、栗山文昭と共作）
- 『ろくもんめコンサート 女声合唱新作を集めて』Nippon Acoustic Records、2009（新実徳英、南聡、斎木ユリ、浅井道子、栗山文昭と共作）
- 『日本のヴァイオリン作品集』ビクター、2009（劉薇、貴志康一、山田耕筰、助川敏弥、矢代秋雄、椎野伸一と共作）
- 『Tokyo Cantat(トウキョウカンタート)15年、そのあゆみと音の世界』Nippon Acoustic Records、2010（「赤田首里殿内」混声合唱/女声合唱・「唐船どーい」混声合唱/女声合唱 2台のピアノと三線のための《沖縄のスケッチ》より 寺嶋陸也、「《しあわせは空の上に》(別れの一本杉～上を向いて歩こう～高校三年生)」男声合唱とピアノのための流行歌メドレー 寺嶋編曲ほか43曲）
- 『リベルテ 武満徹SONGSの自由なる世界』Alm Records、2010（武満徹、福田進一、北爪道夫、鈴木大介、三枝成彰、渡辺香津美、高野真理、寺内園生、啼鵬、野平一郎と共作）
- 『川畠成道クライスラーを弾く』ビクター、2011（川畠成道と共作）
- 『寺嶋陸也plays林光 piano recital 2011』日本アコースティックレコーズ、2011（林光と共作）
- 『間宮芳生の仕事 Tokyo Cantat 2011』NAR、2011（間宮芳生、波多野睦美、溝入敬三、吉野弘志、篠崎史子、篠崎和子、室住素子、高橋明邦、安江佐和子、長屋綾乃、多田恵子、栗友会、上西一郎と共作）
- 『魂の行方 吉川和夫作品集』フォンテック、2011（吉川和夫、宮澤賢治、斉藤忠生、水野佐知香、勅使河原真実、三宅礼子、杵家七三、倉戸テル、星律子、仙台フィルハーモニー管弦楽団、十束尚宏、鈴木義孝と共作）
- 『ソニトゥス・ヴィターリス Sonitus vitalis ヴァイオリンとピアノのための作品集』カメラータ・トウキョウ、2012（新実徳英、渡辺玲子、加藤知子と共作）
- 『ふるさと 日本のうた』日本コロムビア、2013（幸田浩子と共作）
- 『恋・乞う・声 9人の作曲家による9もんめのくりやまふみあき 合唱作品集』Nippon Acoustic Records、2013（栗山文昭、松下耕、国枝春恵、つるみさちよ、信長貴富、鈴木輝昭、新実徳英、西村朗、池辺晋一郎と共作）
- 『eu canto..』フォンテック、2013（つるみさちよ、東京混声合唱団、井上郷子、篠田昌伸、東涼太、鈴木広志、田中信昭と共作）
- 『和のかたち 邦人作曲家ピアノ曲集』NAR、2013（八坂公洋、網守将平、小栗克裕、佐藤敏直、武満徹、中村孝太、山田麗子、小櫻秀樹と共作）
- 『ムーン・リヴァー 川畠成道映画音楽を弾くデビュー15周年記念アルバム』ビクター、2014（川畠成道と共作）
- 『デュオローグ』ALM Records、2014（ネヴォイシャ・ジヴコヴィッチ、西村朗、ジャン・バリサ、ジョン・ササス、アンドレ・ジョリヴェ 、佐藤祐介、石井佑輔、上野信一と共作）
- 『歌曲の旅 5人の邦人作曲家をたずねて』NAR、2014（荻原美城、山田耕筰、三善晃、林光、鈴木輝昭と共作）
- 『クルト・ヴァイルBerlin-Paris-New York 夜の闇に光を追って』コジマ録音、2015（クルト・ヴァイル、奈良ゆみと共作）
- 『Works for violin virtuoso 無伴奏の世界』ビクター、2015（ニコロ・パガニーニ、ナタン・ミルシテイン、フランシスコ・タレガ、ルッジェーロ・リッチ、ハインリヒ・ヴィルヘルム・エルンスト、新垣隆、川畠成道と共作）
- 『魔法使いの弟子 東京六人組デビュー!』Cryston、2015（フランシス・プーランク、アルベール・ルーセル、クロード・ドビュッシー、ポール・デュカス、浦壁信二、ジャン・フランセ、モーリス・ラヴェル、磯部周平、川島素晴、東京六人組と共作）
- 『寺嶋陸也ピアノリサイタル シューベルト3大ソナタを弾く』NAR、2016（フランツ・シューベルト、ルートヴィヒ・ヴァン・ベートーヴェンと共作）

## 記事・論文
- 「作曲家の耳に響くバッハ」『音楽の友』第58巻第1号、2000年（三枝成彰、高橋裕らと共著）
- 「音楽家と社会との関わり」『Orchestra』第85号、2012年（川口義晴、成瀬一裕と共著）